# Mario Sebastián Ramírez
Mario Sebastián Ramírez Silva (Salto, Uruguay, 18 de mayo de 1992) es un futbolista uruguayo. Juega como defensa central.

## Trayectoria
Jugador de las divisiones inferiores Peñarol, pero debutó de manera profesional en el Liverpool Fútbol Club en el 2012, club al que llegó a los 19 años.
Formó parte del equipo de Club Rentistas que ascendió de categoría. Además, logró clasificar a la Copa Sudamericana 2014 donde fue eliminado por Cerro Porteño. Fue habitual titular de rentistas, logró jugar un total de 72 partidos.
A mediados del 2016 fue fichado como jugador libre por San Luis de Quillota por una temporada. Renovó su contrato hasta finales del 2018. Sin embargo, a finales del 2017 se desliga del club.
A mediados del 2018 fichó por Deportes Copiapó. Luego de su gran semestre donde marcó 3 goles, ficha por Club Deportes Cobreloa de la Primera B por toda una temporada.
El 5 de diciembre del 2019 fichar por Carlos A. Mannucci para afrontar la Liga 1 Perú por todo el 2020.Logra clasificar a la Copa Sudamericana 2021, sin embargo, luego de una campaña irregular, el cuadro carlista decide no renovarle el contrato.

## Clubes
| Club                 | País    | Año       | PJ | Goles |
| -------------------- | ------- | --------- | -- | ----- |
| Liverpool            | Uruguay | 2012      | 1  | 0     |
| Rentistas            | Uruguay | 2013-2016 | 74 | 0     |
| San Luis de Quillota | Chile   | 2016-2017 | 29 | 2     |
| Atenas de San Carlos | Uruguay | 2018      | 15 | 2     |
| Deportes Copiapó     | Chile   | 2018      | 11 | 3     |
| Cobreloa             | Chile   | 2019      | 23 | 3     |
| Carlos A. Mannucci   | Perú    | 2020      | 19 | 0     |
| Cobreloa             | Chile   | 2021      | 16 | 0     |
| ADT                  | Perú    | 2022-Act. | 0  | 0     |